# 22-га важка бомбардувальна авіаційна дивізія (РФ)
22-га гвардійська важка бомбардувальна авіаційна Донбаська Червонопрапорна дивізія — авіаційна дивізія Дальньої авіації, що входила до складу 37-ї повітряної армії Верховного Головного командування. З 2009 року підпорядковується Командуванню дальної авіації Росії.

## Історія найменувань дивізії
- 22-га змішана авіаційна дивізія;
- 22-га авіаційна дивізія (05.11.1940 р.);
- 62-га авіаційна дивізія дальньої дії (05.03.1942 р.);
- 9-та гвардійська авіаційна дивізія дальньої дії (18.09.1943 р.);
- 9-та гвардійська авіаційна Донбаська дивізія дальньої дії (27.05.1944 р.);
- 22-га гвардійська бомбардувальна авіаційна Донбаська дивізія (26.12.1944 р.);
- 22-га гвардійська бомбардувальна авіаційна Донбаська Червонопрапорна дивізія (06.1945 р.);
- 22-га гвардійська важка бомбардувальна авіаційна Донбаська Червонопрапорна дивізія (06.1945 р.);
- 6950-а гвардійська авіаційна база.

## Участь в операціях та битвах
- Повітряна битва за Кубань — з квітня по липень 1943 року
- Бєлгородсько-Харківська операція «Румянцев» — з 3 серпня 1943 року по 23 серпня 1943 року.
- Донбаська операція — з 13 серпня 1943 року по 22 вересня 1943 року.
- Новоросійсько-Таманська операція — з 9 вересня 1943 року по 9 жовтня 1943 року.
- Красносільсько-Ропшинська операція- з 14 січня 1944 року по 30 січня 1944 року.
- Ленінградсько-Новгородська операція — з 14 січня 1944 року по 1 березня 1944 року.
- Повітряна операція проти Фінляндії — з 6 лютого 1944 року по 27 лютого 1944 року.
- Бобруйська операція- з 24 червня 1944 року по 29 червня 1944 року.
- Білостоцька операція- з 5 липня 1944 року по 27 липня 1944 року.
- Львівсько-Сандомирська операція — з 13 липня 1944 року по 29 серпня 1944 року.
- Люблін-Берестейська операція — з 18 липня 1944 року по 2 серпня 1944 року.
- Друга Яссько-Кишинівська операція — з 20 серпня 1944 року по 29 серпня 1944 року.
- Удар по по дитячій лікарні «Охматдит», 8 липня 2024 року

## Історія

### 1942—1945

#### 62-га авіаційна дивізія дальньої дії
Сформована як 62-га авіаційна дивізія дальньої дії на підставі постанови Державного Комітету Оборони від 05 березня 1942 року і наказу командувача авіацією далекої дії генерал-лейтенанта авіації Голованова від 06 березня 1942 року. Дивізія формувалася на авіабазі Дягілєво біля Рязані на базі 22-ї авіаційної дивізії.
Полки новоствореного військового підрозділу були озброєні важкими бомбардувальниками ТБ-3.
До середини квітня 1942 року дивізія, що сформувалася, перебазувалася на підмосковні аеродроми Моніно і Ногінськ. На той момент дивізія входила до складу 6-го авіаційного корпусу дальньої дії.

#### 9-та гвардійська авіаційна дивізія дальньої дії
За виявлену відвагу в боях з німецькими військами, за стійкість, дисципліну та організованість, за героїзм, наказом НКО СРСР № 274 від 18 вересня 1943 року дивізії було присвоєно звання «гвардійська». Вона стала називатися 9-та гвардійська авіаційна дивізія дальньої дії, а 18 вересня з того часу стало днем річного свята дивізії.

#### Почесні найменування
9-й гвардійській авіаційній дивізії дальньої дії надано почесне найменування «Донбаська»

#### 22-га гвардійська бомбардувальна авіаційна Донбаська дивізія
У зв'язку з перетворенням авіації дальньої дії на 18-ту ПА ВПС ЧА та розформуванням 6- го авіаційного Донбаського корпусу, авіадивізія з 22 грудня 1944 року увійшла до складу 3-го гвардійського бомбардувального авіаційного Сталінградського корпусу. Директивою Генерального штабу за номером Орг/10/315706 від 26 грудня 1944 дивізія була перейменована на 22-гу гвардійську бомбардувальну авіаційну Донбаську дивізію.

#### Дивізія уРадянсько-німецькій війні
Перші вильоти екіпажі підрозділу виконали 16 квітня 1942 на Північно-Західному, Західному, Кримському і Воронезькому фронтах. Основним завданням була доставка вантажів військам. Екіпажі полків дивізії залучалися до постачання частин Червоної Армії, які тримали німців у Дем'янському мішку. За другу половину квітня було виконано 324 літако-вильоти, скинуто 323 т вантажів. Вантажі скидалися без парашутів з висот 100—400 м. У квітні дивізія зазнала перших втрат — кілька ТБ-3 було збито нічними винищувачами супротивника. У вересні 1942 року полки дивізії були переозброєні літаками Лі-2, які використовувалися як бомбардувальники. З вересня 1942 по лютий 1943 полки дивізії базувалися на аеродромах Мічурінського аеровузла і працювали для Сталінградського і Донського фронтів. Дивізія брала участь у Повітряних битвах на Кубані — з квітня по липень 1943 року. Завершувала війну дивізія в небі над Берліном і Свінемюнде. Останній наліт на Свінемюнде був здійснений 2 травня 1945г.
Указом Президії Верховної Ради СРСР за зразкове виконання завдань командування в боях з німецькими загарбниками при оволодінні столиці Німеччини — міста Берлін, і виявлені при цьому мужність і героїзм, дивізія нагороджена Орденом Червоного Прапора орденом Червоного Прапора.
За час війни екіпажі дивізії виконали 14 965 бойових вильотів, скинувши 14 178 тонн бомб, зруйновано 59 переправ, 10 залізничних вузлів, знищено 38 залізничних ешелонів, 30 літаків на землі, підірвано 43 склади з боєприпасами і паливом.
За чудові бойові дії у роки Радянсько-німецької війни авіаційна дивізія 13 разів удостоювалася подяки Верховного Головнокомандувача.

### 1945—1991
У 1950 році льотний склад дивізії одним з перших у ВПС освоїв новий далекий бомбардувальник Ту-4. Потім, в 1955, першими в Далекій Авіації, реактивний бомбардувальник Ту-16, командири полків — Туманов, Капцевич. В 1969 році — надзвукові ракетоносці Ту-22. У 1986 році був освоєний дальній бомбардувальник Ту-22М3. На озброєнні 121-го гвардійського важкого бомбардувального авіаційного Севастопольського Червонопрапорного полку присутній стратегічний ракетоносець Ту-160. Екіпажам з'єднання належить першість у освоєнні дозаправки в повітрі надзвукових ракетоносців.

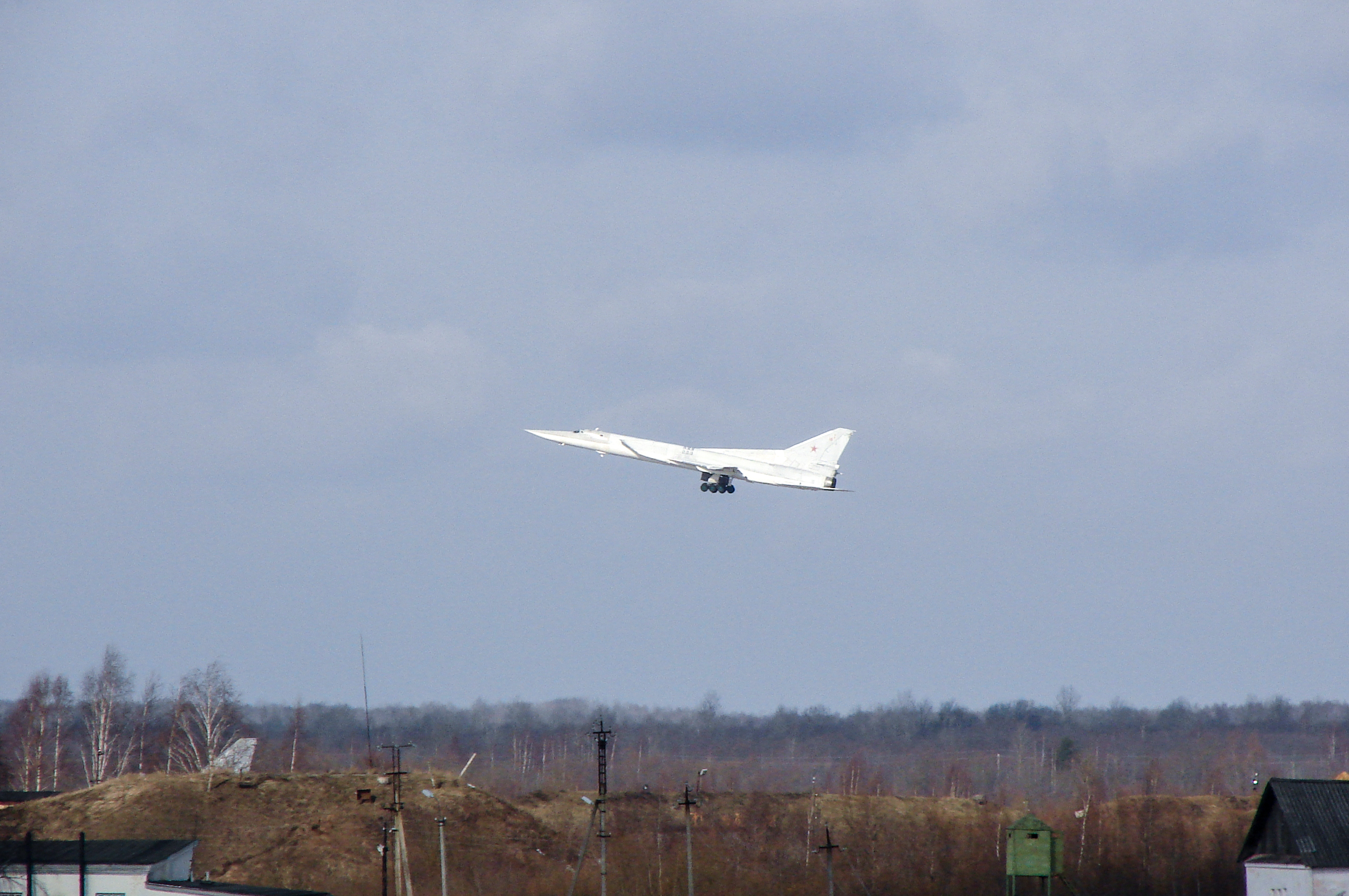
Ту-22М3 840-го важкого бомбардувального авіаційного полку, «22-ї тбад», Сольці, 14 березня 2007 року

Тривалий повоєнний час полки дивізії з частинами забезпечення дислокувалися в Білорусі, на аеродромах Бабруйськ, Барановичі, Мачулищі. З 1980 року дивізія входила до складу 46-ї повітряної армії ВГК.
У 1970—1972 роках дивізією командував генерал-майор Георгій Іванович Степанов.

### З 1991 року (РФ)
Після розпаду СРСР директивою Генерального штабу від 20 травня 1994 року управлінню дивізії наказувалося перебазуватися на авіабазу Енгельс. З 1 вересня 1994 року ця авіабаза є постійним місцем дислокації дивізії.
У 2004 році дивізія нагороджена вимпелом Міністра оборони РФ за мужність, військову доблесть та високу бойову виучку.
8 липня 2024 року, під час російсько-української війни, бомбардувальники дивізії нанесли удар по по дитячій лікарні «Охматдит» у Києві. Технічною підготовкою удару займався майор, начальник Спеціальної інженерної служби полку Денис Шейнов.

## Командири
- полковник, генерал-майор авіації з 25.03.42 р. Тупіков Георгій Миколайович. Період перебування на посаді: 6 березня 1942 — 2 червня 1943.
- полковник, генерал-майор авіації[4] Счотчиков Георгій Семенович. Період перебування на посаді: 3 червня 1943 — 18 вересня 1943
- Полковник Щолкунов Василь Іванович. Період перебування на посаді: серпень 1953 року — січень 1956 року, звільнений у запас.
- генерал-майор Олександр Блаженко
- полковник, генерал-майор авіації[5] Нестеров Геннадій Дмитрович. Період перебування на посаді: 17.07.1981 — 1986.

## Склад дивізії

### Склад дивізії під час радянсько-німецької війни 1941—1945 років
11-й гвардійський бомбардувальний авіаційний Сталінський Червонопрапорний полк— називався так з 26.12.1944 по 09.05.1945. Раніше входив у дивізію під іншими найменуваннями: 14-й авіаційний полк дальньої дії (з 06.03.1942 по 26.03.1943); 11-й гвардійський авіаційний Сталінський Червонопрапорний полк далекої дії (з 26.03.1943 по 26.12.1944). Перебував у складі дивізії з 06.03.1942 по 01.05.1946.
220-й гвардійський бомбардувальний авіаційний Сталінградський Червонопрапорний полк— називався так з 26.12.1944 по 09.05.1945. Раніше входив у дивізію під іншим найменуванням: 250-й авіаційний полк дальньої дії (з 16.04.1942 по 18.08.1942); 4-й гвардійський авіаційний Сталінградський Червонопрапорний полк далекої дії (з 18.08.1942 по 26.12.1944). Перебував у складі дивізії з 06.03.1942 по 04.05.1946.
325-й авіаційний полк далекої дії — називався так з 06.03.1942 по 19.08.1944. Перебував у складі дивізії з 06.03.42 до 19.08.44.
339-й бомбардувальний авіаційний ордена Суворова полк— називався так з 26.12.44 по 9.07.47. Раніше входив у дивізію під іншим найменуванням: 339-й бомбардувальний полк дальньої дії (з 19.03.1944 по 26.12.44). Перебував у складі дивізії з 19.03.44 до 9.07.47.

### Період 1945—1991
Після перетворень початку 1960-х років у складі 22-ї гвардійської вбад знаходилися (у 1960-х-1980-х роках) :
- 121-й гвардійський важкий бомбардувальний авіаційний полк (аеродром Мачуліщи, Білорусь)
- 200-й гвардійський важкий бомбардувальний авіаційний полк (аэродром Бобруйск, Білорусь)
- 203-й гвардійський важкий бомбардувальний авіаційний полк (аеродром Барановичі, Білорусь)
- 111-й бомбардувальний авіаційний полк, розформований 1 лютого 1971 р.
- 210-й гвардійський бомбардувальний авіаційний полк, виведений зі складу дивізії 13 листопада 1959г.
- 330-й бомбардувальний авіаційний полк, розформований 24 листопада 1949г.

Наприкінці 1980-х років 121-й гвардійський і 203-й гвардійський тбап були підпорядковані управлінню 15-ї важкої бомбардувальної авіаційної дивізії (тбад), а до складу 22-ї тбад увійшов 260-й трап, який раніше входив до складу 15-ї тбад.
Станом на 1991 рік дивізія входила до складу 46-ї повітряної армії. У їїскладі дивізії були:
- 200-й важкий бомбардувальний авіаційний полк (літаки Ту-22М3, аеродром Бобруйск, Білорусь)[6], виведений зі складу дивізії в 1993 році у зв'язку з передислокацією з Білорусії за Урал.
- 260-й важкий бомбардувальний авіаційний полк (літаки Ту-22М3, Ту-16, аеродром Стрий, Україна)

### 1991—2012
Командування дивізії знаходиться на авіабазі Енгельс.
- 203-й гвардійський авіаційний Орловський полк (літаків-заправників), після передислокації в Рязань з 1 вересня 2000 року передано в безпосереднє підпорядкування Командувача 37 ПА
- 182-й гвардійський важкий бомбардувальний авіаційний Севастопольсько-Берлінський Червонопрапорний полк, виведений зі складу дивізії 1 травня 1998г.

Станом на 2004 рік до складу дивізії входили:
- управління дивізії в/ч 42152, авіабаза Енгельс);
- 52-й гвардійський важкий бомбардувальний авіаційний полк (в/ч 13785, Калузька область, авіабаза Шайківка, літаки Ту-22М3);
- 121-й гвардійський важкий бомбардувальний авіаційний Севастопольський Червонопрапорний полк (в/ч 42165, авіабаза Енгельс, літаки Ту-160);
- 184-й важкий бомбардувальний авіаційний полк (в/ч 24755, авіабаза Енгельс, літаки Ту-95МС);
- 840-й важкий бомбардувальний авіаційний Червонопрапорний полк (в/ч 45167, Новгородська область, авіабаза Сольці, літаки Ту-22М3);
- 3477-а авіаційно-технічна база (в/ч 06987, авіабаза Енгельс);
- 1387-а авіаційно-технічна база (в/ч 42195, Новгородська область, авіабаза Сольці);
- 3630-а авіаційно-технічна база (в/ч 40444, Калузька область, авіабаза Шайківка);
- 758-й окремий батальйон зв'язку (в/ч 19150, авіабаза Енгельс);
- 948-й окремий батальйон зв'язку та радіотехнічного забезпечення (авіаційного полку) (в/ч 78402, Новгородська область, авіабаза Сольці);
- 949-й окремий батальйон зв'язку та радіотехнічного забезпечення (авіаційного полку) (в/ч 93486, Калузька область, авіабаза Шайківка);
- 950-й окремий батальйон зв'язку та радіотехнічного забезпечення (авіаційного полку) (в/ч 55776, авіабаза Енгельс);
- 87-й авіаційний полігон (2 категорії) (в/ч 42117, Саратовська область, Енгельський район, село Гур'янове).

### 2009 рік
До 1 червня 2009 року управління 22-ї гв. тбад, 121-го та 184-го тбап, 3477-а АвТехБ переформовані у 6950-му Гв. АвБ (1 розряду) (в/ч 06987, авіабаза Енгельс). Всього на 6950-й АвБ 16 Ту-160 і 18 Ту-95МС.
У тому ж році 52-й тбап (в/ч 13785) та 840-й тбап (в/ч 45167), 1387-а АвТехБ (в/ч 42195), 3630-а АвТехБ (в/ч 40444) переформовані в 69 -ту Гв. АвБ (1 розряду) (в/ч 40444, 249425, Калузька область, авіабаза Шайківка) та в Н-ську авіаційну комендатуру (в/ч 40444 А, 175040, Новгородська область, авіабаза Сольці її склад. Всього на 6951-й АвБ планувалося 48 Ту-22М3, з них 24 на зберіганні.
З 1 січня 2010 наказом Міністра оборони РФ від 28 вересня 2009 № 1048 створена в/ч 44402 (управління командування дальньої авіації) у формі федеральної бюджетної установи. Як філія до його складу увійшли 6950 АвБ (1 розряду) (в/ч 06987), 6951 АвБ (1 розряду) (в/ч 40444) і Н-ська авкмд (в/ч 40444А).
З 1 грудня 2010 року 6951-шу гвардійську авіаційну базу (1 розряд) (в/ч 40444, 249425, Калузька обл., Кіровський район, сел. Шайківка) переформовано в авіагрупу (3 ескадрильї) 6950-ї АвБ.
До 1 грудня 2010 року до складу 6950-ї авіаційної бази входили:
- Управління авіабази (в/ч 06987, Саратовська область, авіабаза Енгельс);
- Н-ська авіаційна група (? Авіаційних ескадрилій) (Саратовська область, авіабаза Енгельс)) — 16 літаків Ту-160, 18 літаків Ту-95МС;
- Н-ська авіаційна група (3 авіаційних ескадрильї) (Калузька область, Авабаза Шайковка)).
- Н-ська авіаційна комендатура (Новгородська область, авіабаза Сольці).

### 2017 рік
- 121-й гвардійський важкий бомбардувальний авіаційний Севастопольський Червонопрапорний полк, в/ч 85927 (колишній в/ч 06987) (Саратівська обл., м. Енгельс). Техніка: 7 од. Ту-160М (02 «Василь Решетников», 04 «Іван Яригін», 10 «Микола Кузнєцов», 11 «Василь Сенько», 17 «Валерій Чкалов» 18 «Андрій Туполєв», 9 «Валентин Близнюк»), 9 Ту-160 (03 «Павло Таран», 05 «Олександр Голованов», 06 «Ілля Муромець», 07 «Олександр Молодчий», 08 «Віталій Копилов», 12 «Олександр Новіков», 14 «Ігор Сікорський», 15 «Володимир Судець» ", 16 «Олексій Плохов»)
- 184-й важкий бомбардувальний авіаційний полк (Саратовська обл., м. Енгельс) Техніка: 18 од. Ту-95МС (10 «Саратов», 11 «Воркута», 12 «Москва», 14 «Вороніж», 15, «Калуга» 16 «Великий Новогород», 17, 18, 19 «Красноярськ», 20 «Дубна», 21 «Самара», 22 «Козельськ», 23, 24, 25, 27 «Ізборськ», 28 «Севастополь», 29 «Смоленськ»)
- 52-й гвардійський важкий бомбардувальний авіаційний полк (вбап), в/ч 33310 (Калузька обл., П. Шайківка, авіабаза Шайківка). Техніка: 23 од. Ту-22М3 (01, 06, 12, 15, 16, 17, 21, 22, 24 «Михайло Шидловський», 25 «Юрій Денеко», 26, 28, 35, 36, 38, 41, 42, 43 , 44, 45, 46, 48, 49 «Олександр Березняк»)
  - авіаційна комендатура 52-го гв. вбап, в/ч 33310-А (Новгородська обл., м. Сольці, авіабаза Сольці)
- 40-й змішаний авіаційний полк (зап), в/ч 36097 (Мурманська обл, м. Оленегорськ-8, п. Високий, авіабаза Оленья). Техніка: 4 од. Ан-12 (10, 11, 19, 26), 3 од. Мі-26 (80, 81, 82), 6 од. Мі-8MT (07, 17, 70, 77, …)
  - авіаційна комендатура 40-го змішаного авіаційного полку, в/ч 36097-А (республіка Комі, м. Воркута, аер. Радянський).